# Wals-Siezenheim
Wals-Siezenheim je općina na sjeveru Austrije, od 12,794 stanovnika, koja administrativno pripada Kotaru Salzburg-Umgebung u Saveznoj državi Salzburg.

## Zemljopisne karakteristike
Teren Općine Wals-Siezenheim leži duž rijeke Salzach, 50 km zapadno od Salzburga.
Općina se sastoji od 10 četvrta, od kojih su najveća; Wals (3489)1 i Siezenheim (2653)1 - zato se tako zove; ostala manja su: Viehhausen (1979)1, 
Himmelreich (1138)1, Walserfeld (1029)1, Walserberg (862)1, Käferheim (507)1, Gois (409)1, Kleßheim (88)1 i Schwarzenbergkaserne (19)1.
Općina je najpoznatija po tome što se u njoj u dvorcu Kleßheim nalazi Kockarnica - Salzburg, u čijem parku se nalazi i teren za golf.

### Susjedne općine
| Freilassing     |                 | Salzburg |
| Ainring         | Susjedne općine |          |
| Bad Reichenhall | Großgmain       | Grödig   |

## Povijest i znamenitosti
Na terenu općine na lokalitetu Loig, iskopani su ostatci rimske ville rustice. Prva župna crkva u naselju Wals dokumentirana je još 788. Danas je to objekt s romaničkom jezgrom, potpuno uređen 1860. kad je nadograđen zvonik.
Vrlo je stara i kasnogotička županijska crkva u naselju Siezenheim, prvi put dokumentirana 1281., s freskama od 15. do 17. stoljeća.

## Gradska privreda
Od 4,993 zaposlenih koliko ih je bilo u općini 1991., oko 65 % ih je radilo na uslugama, trgovini i građevinarstvu, jer su općinska naselja zapravo periferija Salzburga, pa je tu smješteno puno skladišta i trgovačkih centara.

## Vanjske poveznice
- Službena stranica Wals-Siezenheima (njem.)